# Imagine: John Lennon (album)
Imagine: John Lennon – ścieżka dźwiękowa do filmu o tym samym tytule, wydany w 1988. Większość piosenek na albumie jest autorstwa Johna Lennona oraz duetu Lennon/McCartney.

## Opis albumu
Łącząc na jednym albumie utwory Lennona zarówno z lat aktywności w zespole The Beatles oraz twórczości solowej, stworzono kolekcję podsumowującą artystyczne dokonania muzyka. Album zawiera zarówno największe przeboje („Imagine”, „Twist and Shout”, „Strawberry Fields Forever”), jak i nigdy dotąd niepublikowany materiał muzyczny (akustyczna wersja utworu „Real Love” dokończonego w 1995 roku przez pozostałych przy życiu Beatlesów, oraz wczesna wersja piosenki „Imagine”). Dzięki sukcesowi filmu, również soundtrack bardzo dobrze się sprzedawał. W USA płyta była na 31. miejscu list przebojów i zyskała miano złotej. Na rynku brytyjskim, album wspiął się na 64. pozycję.

## Lista utworów
Wszystkie utwory autorstwa Johna Lennona, poza zaznaczonymi.
| 1.  | „Real Love”                                      | 2:48    |
|     |                                                  |         |
| 2.  | „Twist and Shout” (Phil Medley/Bert Russell)     | 2:33    |
|     |                                                  |         |
| 3.  | „Help!” (John Lennon/Paul McCartney)             | 2:18    |
|     |                                                  |         |
| 4.  | „In My Life” (Lennon/McCartney)                  | 2:25    |
|     |                                                  |         |
| 5.  | „Strawberry Fields Forever” (Lennon/McCartney)   | 4:07    |
|     |                                                  |         |
| 6.  | „A Day in the Life” (Lennon/McCartney)           | 5:06    |
|     |                                                  |         |
| 7.  | „Revolution” (Lennon/McCartney)                  | 3:24    |
|     |                                                  |         |
| 8.  | „The Ballad of John and Yoko” (Lennon/McCartney) | 2:58    |
|     |                                                  |         |
| 9.  | „Julia” (John Lennon/Paul McCartney)             | 2:54    |
|     |                                                  |         |
| 10. | „Don’t Let Me Down” (Lennon/McCartney)           | 3:34    |
|     |                                                  |         |
| 11. | „Give Peace a Chance”                            | 4:53    |
|     |                                                  |         |
| 12. | „How?”                                           | 3:41    |
|     |                                                  |         |
| 13. | „Imagine” (Rehearsal)                            | 1:25    |
|     |                                                  |         |
| 14. | „God”                                            | 4:09    |
|     |                                                  |         |
| 15. | „Mother”                                         | 4:45    |
|     |                                                  |         |
| 16. | „Stand by Me”                                    | 3:28    |
|     |                                                  |         |
| 17. | „Jealous Guy”                                    | 4:14    |
|     |                                                  |         |
| 18. | „Woman”                                          | 3:33    |
|     |                                                  |         |
| 19. | „Beautiful Boy (Darling Boy)”                    | 4:05    |
|     |                                                  |         |
| 20. | „(Just Like) Starting Over”                      | 3:59    |
|     |                                                  |         |
| 21. | „Imagine”                                        | 3:02    |
|     |                                                  |         |
|     |                                                  | 1:13:21 |
|     |                                                  |         |